# Маразліївка (Дивізійська сільська громада)
Маразлі́ївка — село Дивізійської сільської громади, у Білгород-Дністровському районі Одеської області України. Населення становить 329 осіб.

## Населення
Згідно з переписом УРСР 1989 року чисельність наявного населення села становила 293 особи, з яких 133 чоловіки та 160 жінок.
За переписом населення України 2001 року в селі мешкало 329 осіб.

### Мова
Розподіл населення за рідною мовою за даними перепису 2001 року:
| Мова       | Відсоток |
| ---------- | -------- |
| українська | 93,31 %  |
| російська  | 4,56 %   |
| молдовська | 1,82 %   |
| циганська  | 0,30 %   |